# フェザー級
フェザー級（フェザーきゅう、英: featherweight）は、ボクシングなどの格闘技で用いられる階級の1つ。「フェザー」とは「羽毛」を意味する。

## ボクシング
プロボクシングでの契約ウェートは、122 - 126ポンド (55.338 - 57.153kg) 。スーパーバンタム級とスーパーフェザー級の間の階級であり、全17階級中7番目に軽い階級。
アマチュアボクシングでは、54 - 57kgで、男子シニアは2010年に廃止された。
初代世界王者はアイク・ウェアー（イギリス）。
この階級で日本人として初めて世界王座（WBA）を獲得したのは日本人初の海外での王座奪取の偉業を果たした西城正三（協栄）で、同じ時期に柴田国明（ヨネクラ）も（WBC）奪取。女子ボクシングではJBC公認前に風神ライカ（当時のリングネームはライカ）がWIBA王座を獲得している。
1952年に当時の世界王者サンディ・サドラーが兵役に着いた後、1953年2月9日、パーシー・バセット（アメリカ合衆国）がEBU欧州王者レイ・ファメンション（フランス）に勝ち、プロボクシング史上初の暫定世界王者となったが結局は統一戦は行われなかった。
この階級の世界王座最多防衛記録はエイブ・アッテル（アメリカ合衆国）の20度。通説はエウセビオ・ペドロサ（パナマ / WBA）の19度。日本の選手の最多防衛記録は西城正三の5度。

## 総合格闘技
総合格闘技での契約ウェートは、135 - 145ポンド (61.235 - 65.7709kg) 。バンタム級とライト級の間の階級であり、全14階級中4番目に軽い階級。ネバダ州アスレチック・コミッションおよびボクシング・コミッション協会により規定されている階級である。
DREAMでは、2010年までは63.0kg契約と規定していた。その後2011年の階級再編成により、65.0kg契約と規定していた。

## キックボクシング
- GLORYでの契約ウェートは65.0kgに規定されている。
- ISKAでは、57kg (125lbs)契約に規定されている。
- シュートボクシングでは、57.5kg契約に規定されている。
- ONEでの契約ウェートは70.3kgに規定されている。

## K-1
M-1スポーツメディア体制のK-1（K-1 WORLD GP）での契約ウェートは57.5kgに規定されている。

## ムエタイ
ムエタイでの契約ウェートは、122 - 126ポンド (55.338 - 57.153kg) 。スーパーバンタム級とスーパーフェザー級の間の階級であり、全19階級中7番目に軽い階級。世界ムエタイ評議会により規定されている。

## レスリング
レスリングでかつてフェザー級と呼ばれたものは、現在の60kg級に当たる。